# زولتسباخ (راین-لان)
زولتسباخ (به آلمانی: Sulzbach) یک شهر در آلمان است که در Verbandsgemeinde Nassau واقع شده‌است. زولتسباخ ۲۱۲ نفر جمعیت دارد.